# William Summer Johnson
William Summer Johnson (* 24. Februar 1913 in New Rochelle, New York; † 19. August 1995) war ein US-amerikanischer Chemiker, der zu seiner Zeit einer der führenden Chemiker in den USA in Organischer Synthese war.
Johnson studierte an der Amherst College und an der Harvard University, an der er 1940 bei Louis Fieser mit der Arbeit I. The Synthesis of Polynuclear Aromatic Hydrocarbon II. Theoretical and Experimental Considerations promoviert wurde. Sein Studium musste er selbst finanzieren und arbeitete zum Beispiel als Saxophonist in Tanzkapellen oder als Chemiker bei Eastman Kodak.
Ab 1940 war er Instructor und 1946 Professor (ab 1950 Homer Adkins Professor) an der University of Wisconsin–Madison. Zu seinen Doktoranden gehörte hier Mary Mercury Roth. 1958 wurde er Professor an der Stanford University. 1960 bis 1969 leitete er die Chemie-Fakultät, die er durch Berufung von Carl Djerassi, Eugene van Tamelen, Henry Taube, Paul Flory, Harden McConnell und John Brauman zu einer der führenden der USA aufbaute. Ab 1969 war er Jackson Wood Professor für Chemie und ab 1978 Professor Emeritus.
Johnson gelangen ab den 1940er Jahren an der University of Wisconsin bedeutende Fortschritte in der Methodik und Kontrolle der organischen Synthese, sowohl in Hinblick auf die Stereochemie als auch der Regiochemie durch Einführung von temporären Blockade-Gruppen gegen unerwünschte Reaktionswege. Er befasste sich vor allem mit Synthese von Steroiden, wobei er in seiner Zeit in Stanford neue Synthesewege fand basierend auf dem Aufbau von Ringstrukturen aus Polyenen mit Carbokationen. Nach ihm sind die Johnson-Claisen-Umlagerung und die Johnson-Polyen-Cyclisierung benannt.
Zu den synthetisierten Steroiden gehören Östrogene von Pferden (Equilinin), Kortison und Aldosteron.
Ab 1948 war er Mitherausgeber von Organic Synthesis.

## Ehrungen
- 1958 American Chemical Society Award for Creative Work in Synthetic Organic Chemistry
- 1968 William H. Nichols Medal
- 1970 Roussel Preis
- 1977 Roger Adams Award
- 1987 National Medal of Science
- 1989 Arthur C. Cope Award
- 1991 Tetrahedron-Preis
- Er war mehrfacher Ehrendoktor (u. a. Amherst College  1956, Long Island University 1968)

Er war Mitglied der National Academy of Sciences (1952) und der American Academy of Arts and Sciences (1963).